# Ozodicera (Ozodicera) septemtrionis
Ozodicera (Ozodicera) septemtrionis is een tweevleugelige uit de familie langpootmuggen (Tipulidae). De soort komt voor in het Neotropisch gebied.